# Alloukou
L’alloukou (ou alloucou) est un rythme et une danse de réjouissance du peuple Bété de Gagnoa de la Côte d’Ivoire en Afrique de l’Ouest . L’alloukou est généralement donné par des cloches Konzo, les tambours lébé mokoun et des trompes bi.
Ce style musical a notamment été utilisé par la chanteuse ivoirienne Dobet Gnahoré.